# Navaornis
Navaornis é um gênero extinto de aves do clado Enantiornithes que floresceu no período do Cretáceo Superior. O gênero só contém uma espécie, Navaornis hestiae.
O holótipo foi encontrado em 2018 pelo paleontólogo William Nava, diretor do Museu de Paleontologia de Marília, após preparação em laboratório, de um bloco de arenito coletado pelo mesmo em 2015, na "Pedreira de William" do Sítio Paleontológico José Martin Suárez, parte da Formação Adamantina, situado na cidade de Presidente Prudente, e foi descrito em 2024 por Luis M. Chiappe e colaboradores. Está depositado na coleção do Museu de Paleontologia de Marília.
O fóssil foi encontrado com o crânio em condições excepcionalmente boas, levando à identificação de características que o colocam como um elo evolutivo entre as aves primitivas e as aves atuais. Navaornis viveu há cerca de 80 milhões de anos, antes da extinção em massa que eliminou todos os dinossauros não aviários.
No meio científico a descoberta foi considerada de grande importância. Segundo Chiappe et al., "Navaornis fornece uma ilustração há muito esperada da morfologia do cérebro e do ouvido interno de um intervalo filogenético criticamente subamostrado da linhagem tronco aviária, capturando uma combinação previamente desconhecida de características que esclarecem o padrão formativo do sistema nervoso central das aves modernas". Para Daniel Field, professor do Departamento de Ciências da Terra da Universidade de Cambridge, "é uma peça-chave no quebra-cabeça da evolução do cérebro das aves", "os cientistas têm se esforçado para entender como e quando os cérebros únicos e a inteligência notável dos pássaros evoluíram. O campo vinha esperando a descoberta de um fóssil exatamente como este".